# Mangora cochuna
Mangora cochuna là một loài nhện trong họ Araneidae.
Loài này thuộc chi Mangora. Mangora cochuna được Herbert Walter Levi miêu tả năm 2007.